# Chironomus pseudovulpes
Chironomus pseudovulpes är en tvåvingeart som först beskrevs av Kruseman 1933.  Chironomus pseudovulpes ingår i släktet Chironomus och familjen fjädermyggor.
Artens utbredningsområde är Nederländerna. Inga underarter finns listade i Catalogue of Life.